# 浜北人

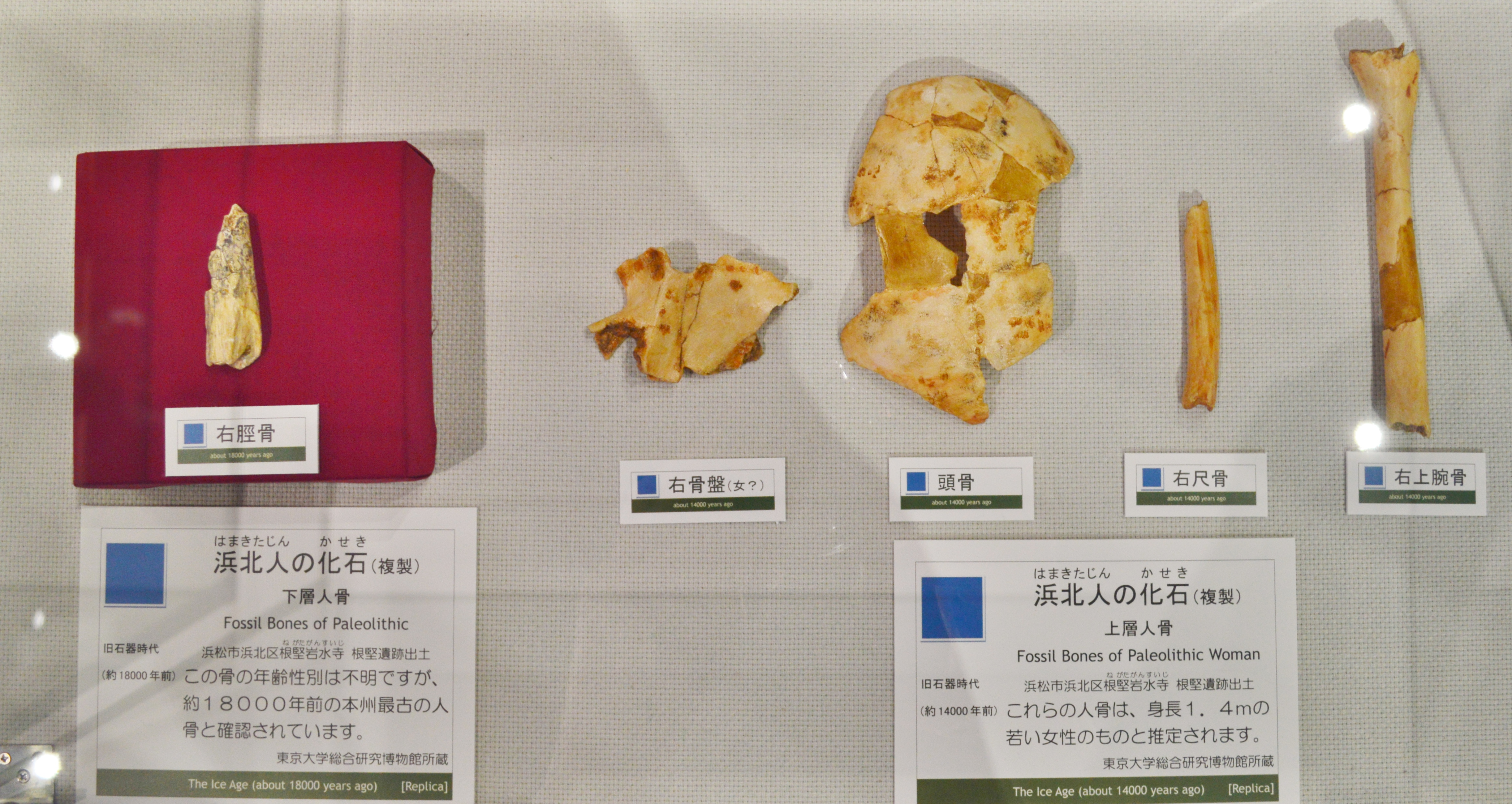
浜北人の化石（複製）浜松市博物館展示。

浜北人（はまきたじん）は1962年に静岡県浜北町（現・浜松市浜名区）の岩水寺採石場・根堅洞窟で発見された旧石器時代の化石人骨。浜北原人とも言う。

## 概要
1960年～1962年にかけて、根堅洞窟の堆積より、
脳頭蓋、下顎智歯、脛骨片、鎖骨、上腕骨、尺骨、腸骨の骨片からなる20代女性のものと推測される同一個体の化石が鈴木尚、高井冬二、長谷川善和らの手により発見された。これらは更新世後期のものと推定され、骨の形態から新人に属するという。縄文人と類似した形質から、その祖形と推測される。このほかにもトラなどの動物が発見され発掘された。
現在は東京大学の総合資料館に保管されている。

## 年代の特定
年代の特定は化石人骨では全国初となる炭素14法によって実施された。出土した2層準のうち上層から出土した20代女性とされる人骨に関しては直接測定によって約1万4000年前のものであるとの測定結果が出されており、旧石器時代の化石人骨である事が確認された。また、下層から出土した別の人骨について1万8000年前のものであると判定されている。